# ثوم أقطع
ثوم أقطع (الاسم العلمي: Allium truncatum) هو نوع من النباتات يتبع جنس الثوم من فصيلة النرجسية. وهو عبارة عن نبات معمر مُكوِّن لمصباح، وينتج عمودًا من العديد من الأزهار الأرجوانية على شكل جرة. يتواجد في فلسطين ولبنان وتركيا.